# Parasemia thomanni
Parasemia thomanni là một loài bướm đêm thuộc phân họ Arctiinae, họ Erebidae.